# Безроднов, Александр Робертович
Александр Робертович Безроднов (род. 11 июня 1963, Свердловск) — советский и российский хоккеист, защитник, нападающий. Мастер спорта СССР. Тренер.

## Биография
Воспитанник свердловских школ «Луч» (тренер Константин Кривохижин) и спорткомбината «Юность» (тренер Альберт Фёдоров). Чемпион СССР (1979/80) среди юниоров (СКА-«Юность»), серебряный призёр молодежного чемпионата СССР (1980/81, «Луч»). За свердловский — екатеринбургский «Автомобилист» / «Спартак» провёл 12 сезонов (1983/84 — 1989/90, 1992/93 — 1996/97), в чемпионатах СССР — МХЛ — РХЛ провёл 533 матча, набрал 221 (133+88) очков. Со 133 шайбами занимает 10 место среди самых результативных хоккеистов команды.
24 октября 1985 года в первой лиге в домашнем матче «Автомобилиста» против челябинского «Металлурга» (12:2) набрал 8 (4+4) очков.
Также выступал за команды «Луч» Свердловск (1980/81), СКА Свердловск / Екатеринбург (1981/82 — 1982/83, 1996/97), «Динамо» Харьков (1990/91 — 1991/92), «Кедр» Новоуральск (1992/93, 2000/02), СКА-«Автомобилист-2» (1993/94), «СКА-Амур» Хабаровск (1997/98), «Металлург» Серов (1998/99 — 1999/2000), «Шахтёр» Прокопьевск (2001/02).
В 1988 году окончил Свердловский государственный педагогический институт.
Работал тренером и заведующим отделения хоккея в школе спорткомбината «Юность». В начале сезона КХЛ-2011/12 — ассистент главного тренера «Автомобилиста» Ильи Бякина.
С 2015 года — тренер-преподаватель хоккейной школы «Автомобилист».